# مرگ حمزه علی الخطیب
حمزه علی الخطیب (عربی: حمزه علی الخطیب، ۲۴ اکتبر ۱۹۹۷ – ۵ مه ۲۰۱۱) کودک سوری ساکن بخش الجیزه در استان درعا بود که در ۱۳ سالگی در خلال جنگ داخلی سوریه، توسط سربازان بشار اسد، تا فرارسیدن مرگش مورد شکنجه قرار گرفت. حمزه برای گشایش محاصره درعا در خلال جنگ داخلی سوریه با دیگر تظاهر کنندگان همراه شد که در مانع امنیتی در نزدیکی روستای صیدا واقع در حوران روز ۲۹ آوریل، ۲۰۱۱ بازداشت شد
پس از مدتی جنازه حمزه به خانواده‌اش داده شد، روی بدن وی آثار شکنجه با باروت، شوک الکتریکی، قطع شدن دستگاه تناسلی و شکستگی در نشیمن‌گاه دیده می‌شد و گلوله‌ای نیز به دست چپش شلیک شده بود.
پس از پخش این خبر در شبکه‌های اجتماعی، احساسات مردمی از کشورهای گوناگون برانگیخته شد و اعتراضات گسترده‌ای در سوریه در پی داشت.